# Jan Jansma
Jan Jansma (Haarlem, 9 augustus 1962) is een Nederlandse topbridger. 

## Bridgecarrière
Van kindsbeen af werd Jansma met bridge opgevoed. Zijn ouders waren zeer actieve clubleden van de eerste bridgeclub Kwetsbaar '70 in het nog jonge stadsdeel Dukenburg, Nijmegen. Jansma was jarenlang de kundige wedstrijdleider van deze club. In 1986 was hij Europees kampioen junioren en in 1987 wereldkampioen junioren. Dit leverde hem de titel "sportman van het jaar van de stad Nijmegen" op. Het was nog maar het begin van een lange reeks bridgesuccessen die hem tot de top van de Nederlandse bridgewereld brachten. 
Momenteel staat hij in de top van het meesterpuntenklassement van de Nederlandse Bridge Bond.

## Palmares
Bijgewerkt tot 11-03-07
- 4e plaats Open EK 2007
- 1e plaats Open EK 2005
- 2e plaats Olympiade 2004
- 6e plaats EK 2004
- 3e plaats World Transnationals 2003
- Winnaar Modalfa Top-12 2003
- Winnaar ArboNed 2003
- 5e plaats Cap Gemini 2002
- 4e in Cavendish Calcutta 2001
- Kampioen MK Viertallen 2000/01
- Winnaar ArboNed 2000
- Winnaar Cavendish Teams 1998
- Kampioen MK Viertallen 1997/98
- Winnaar MK Paren 1994/95
- Wereldkampioen Junioren 1987
- Europees Kampioen Junioren 1986